# Ibrány
Ibrány là một thành phố thuộc hạt Szabolcs-Szatmár-Bereg, Hungary. Thành phố này có diện tích 60,48 km², dân số năm 2010 là 6924 người, mật độ 114 người/km².